# Cortonai Illés
Cortonai Illés, Elias Bonusbaro (Buonbarone) (Assisi, 1178 – Cortona, 1253. április 22.) itáliai ferences szerzetes és politikus, Assisi Szent Ferenc közeli barátja és első követőinek egyike.
Fontos politikai szerepe volt II. Sváb Frigyes császár barátjaként és tanácsadójaként is, akitől kényes diplomáciai feladatokat kapott. Azonban nem sikerült elérnie a pápaság és a Német-római Birodalom kibékülését; politikai elkötelezettsége végül az 1240-es kiközösítésébe torkollott. A pápasághoz való közeledése csak II. Frigyes 1250-es halála után következett be.
Fő ellenfele a ferences renden belül Favershami Aimone volt.
A vele lényegében ellenséges katolikus krónikahagyomány azt is felrója neki, hogy elkötelezett volt az alkímia iránt, és a nevéhez fűződik néhány a témában írt latin nyelvű értekezés, köztük a Lumen luminu című. A császárhoz való közelségét vádlói felhasználták a gibellin-ellenes propaganda terjesztéséhez.

## Életpályája

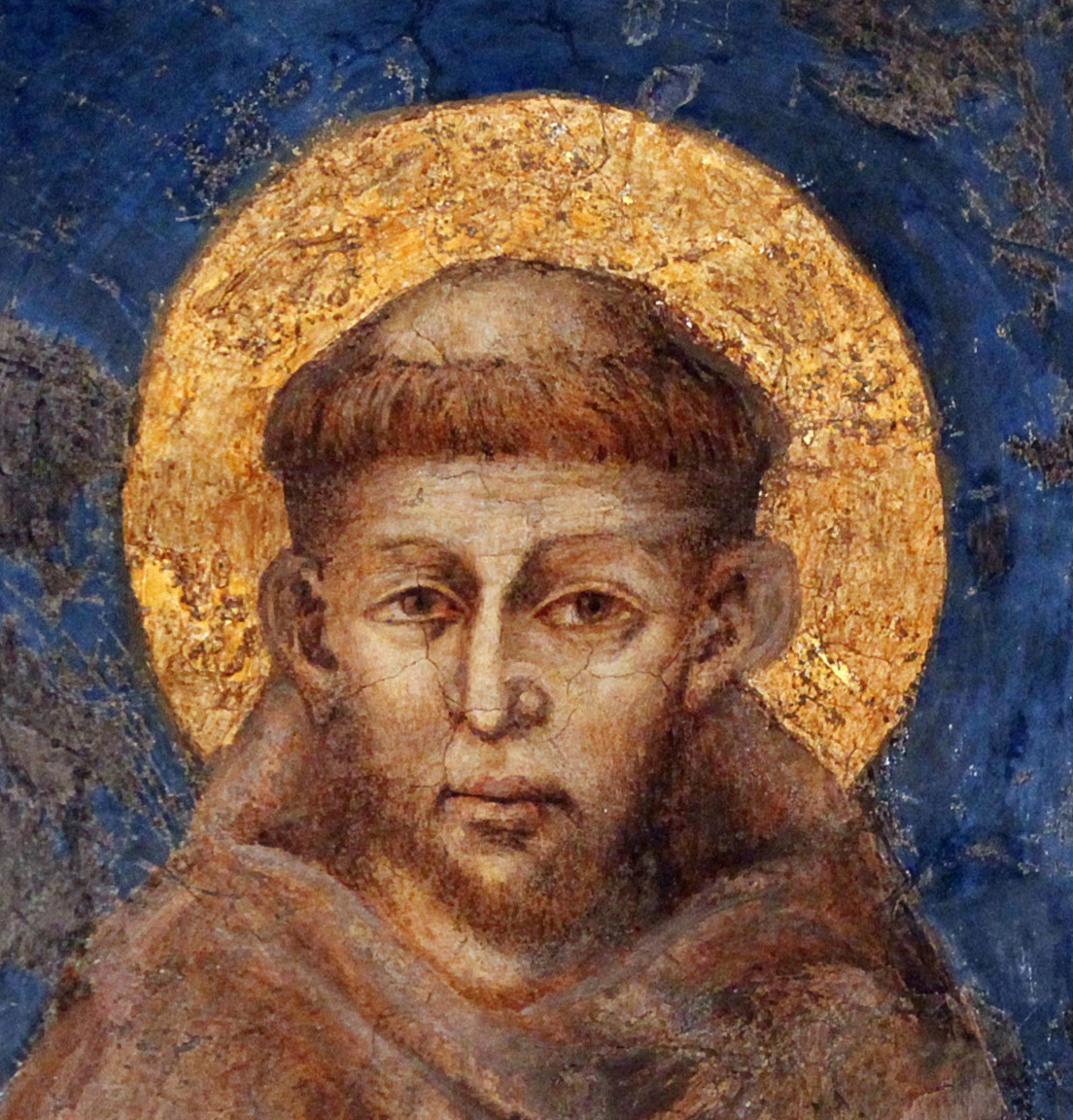
Assisi Szent Ferenc, akinek Illés testvér barátja és utódja volt a ferences rend élén

### Szent Ferenc mellett
Illés igényes jogi tanulmányai elvégzése után fogadta el a rend reguláját. Assisi Szent Ferenc nagyra tartotta, ezért számos feladatot kapott, amelyeket jelentős hozzáértéssel és figyelemre méltó hozzáállással végzett, egészen a leendő szenttel és más társaival való konfliktusok bekövetkeztéig.
Ő volt a rend általános helynöke 1221-től 1227-ig, aminek során Ugolino di Anagni, a leendő IX. Gergely pápa rokonszenvét is elnyerte. Ezután 1232 és 1239 között a ferencesek általános minisztere volt, fontos szerepet játszott az alsó Assisi Szent Ferenc-bazilika tervezésében, építésében. Ő volt Toszkána első tartományi minisztere; a Szentföldi Ferences Kusztódia első tartományi minisztere; a rend első főminisztere; ő volt a Szent Kolostor, a Szent Ferenc sírja és a Bazilika első őre, amelyet IX. Gergely „Caput et Mater”-nek hirdetett az egész Minorita Rend számára.
Felismerve munkája történelmi jelentőségét, Tommaso da Celano Vita Prima című művében elmondja, hogy Assisi Szent Ferenc röviddel halála előtt ezekkel a szavakkal fordult Illés testvérhez:

„Áldalak, fiam, mindenben és mindenért; és amint a Magasságos a te irányításod alatt megsokasította testvéreimet és gyermekeimet, úgy áldom rajtad és benned mindnyájukat. Mennyben és földön Isten, mindenek Királya áldjon meg téged. Megáldalak, ahogy csak tudlak, és még inkább, mint amennyi az én hatalmamban áll, és amit nem tudok megtenni, Az tegye meg benned, aki mindent meg tud tenni! Isten emlékezzen meg munkáidról és műveidről, és adja meg jutalmadat az igazak megbecsülése napján! Lelj mindazon áldást, amire csak vágysz, és minden igaz kívánságodnak megfelelőt.”

### II. Sváb Frigyes környezetében

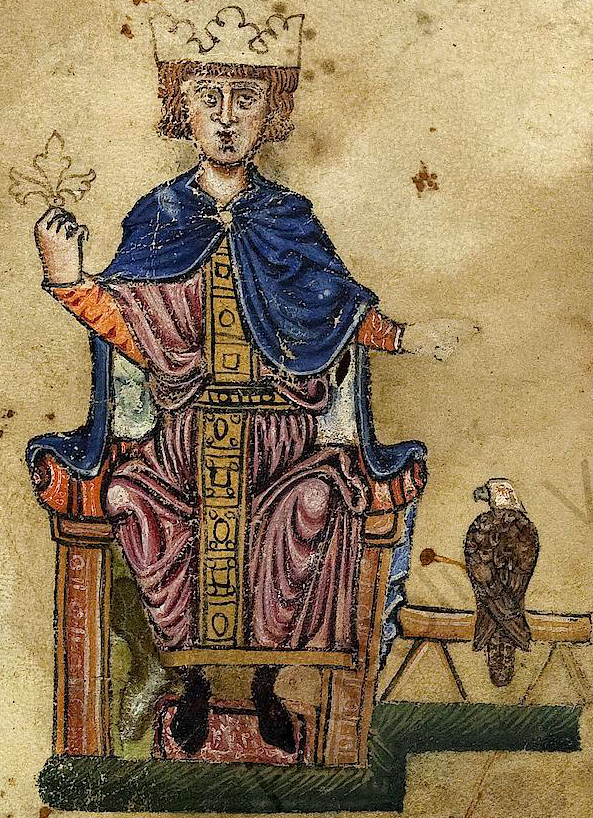
Frigyes, a De arte venandi cum avibus vatikáni kéziratából

Illés testvér arról ismert, hogy a ferencesek élén szerzett tapasztalatai után kiemelkedő politikai szerepet akart betölteni a Német-római Birodalom és az Apostoli Szentszék közötti diatribusban. Illés, akit II. Sváb Frigyes császár, valamint – mint már említettük – IX. Gergely pápa is nagyra becsült, a Stauf-ház és a pápaság közötti távolság csökkentését javasolta: Pisában találkozott Frigyessel 1239 végén.
Ez a közeledés egyben kiközösítésébe is került, amelyet IX. Gergely szabott ki rá, a hozzá fűződő korábbi jó kapcsolatai ellenére. A megbecsülés, amelyet élvezhetett, valójában nem volt elég ahhoz, hogy megingassa Gergely pápát, aki még azokkal a magyarázatokkal szemben sem akart meghátrálni, amelyeket Illés saját védelmében megpróbált felhozni: a kiközösítést 1240-ben kihirdettek. Az Illés és az egyház közötti kapcsolatok csak röviddel halála előtt álltak helyre.
Néhány héttel II. Frigyes második kiközösítése után Illés a ferences rend éléről pápai kívánságra felmentve úgy döntött, hogy csatlakozik a sváb császár tanácsadóihoz, akik között volt néhány más, az egyházhoz közel álló személy is, akik őszintén hűségesek voltak az uralkodóhoz. Az egyház részéről Castagnai Berardo püspök, aki haláláig hűséges volt a pápához, míg a harcos vallásgyakorlást Salzai Hermann teuton lovag képviselte. Illést a császár diplomáciai feladatokkal látta fel, például 1243-ban, amikor küldetésben volt a Bizánci Birodalomban, valószínűleg Nicaea császáránál.
David Abulafia szerint azonban nem valószínű, hogy Illés is ösztönzője lett volna annak az ideológiai irányzatnak, amellyel a sváb császár szembeszállt a sértő pápai röpiratokkal, amelyek őt eretnekként kiáltották ki: „kőbe vésett” formában fejezte ki magát. Frigyes Pier della Vigna prózájában remélve, hogy a pápaság visszatér a korai keresztények egyszerűségéhez, ami mentesíti a harcias vitáktól, amelyek terhét ehelyett a „béke fejedelmének kellett viselnie. földi békét a római császárnak."

#### Korábbi kapcsolatai a császárral
Salimbene de Adam Cronica című művében azt állítja, hogy a két szereplő találkozása annak a barátságnak az eredménye, amelyet a szerzetes egy ideje, titokban, a pápa ellenségével ápolt.
Amit azonban Salimbene, a császár számára közismerten kedvezőtlen krónikás állított, nagyon kevéssé hihető. Ezek között van az a híres hosszú levél is, amelyet Frigyes Árpád-házi Szent Erzsébet holttestének Marburgba szállítása alkalmából küldött a szerzetesnek (amire egy évvel boldoggá avatása után, 1236. május 17-én került sor). Ebben a levélben II. Frigyes felmagasztalta rokona vallásos alakját, könyörgött a ferencesek imáiért, valamint érdeklődését és elismerését fejezte ki a ferences rend iránt. A császár által kinyilvánított gesztus szándékai kizárólag vallási jellegűek voltak, és egyes történészek az őszinte odaadás kifejezéseként értelmezték őket. Nem zárható ki azonban, hogy a levél hangja politikai és diplomáciai számításoknak volt alávetve, mintegy captatio benevolentiae a szerzetessel szemben, akinek személyében lehetséges szövetségest sejtett, de a pápához nagyon közel álló ferencesek felé is, akik a területen szétszórva és nem kolostorba zárva, gyakran hangoztatták a pápaság ellene folytatott propagandáját.
A kettejük közötti kapcsolat másik pillanata, amelyről maga a Cronica számolt be, Frigyes érdeklődése Salimbene apja iránt, aki ellenezte fia felszentelését: ez alkalommal az uralkodó levélben kérte Illés testvért, hogy adják vissza a fiút apjának.
Egy másik említés az ilyen kapcsolatokról, ugyanattól a krónikástól, hogy Illést IX. Gergely pápa diplomáciai feladattal küldte a császárhoz 1238-ban, hogy néhány hónappal azután fegyverszünetről tárgyaljanak az itáliai városokkal. az 1237-es cortenuovai csatában, amelyben a svábok szétverték a Lombard Ligát, és birtokba vették a Carrocciót. A látszólag sikertelen küldetés mindazonáltal része volt a hasonló diplomáciai kezdeményezések sorozatának, amellyel a ferenceseket és a domonkosokat bízták meg.

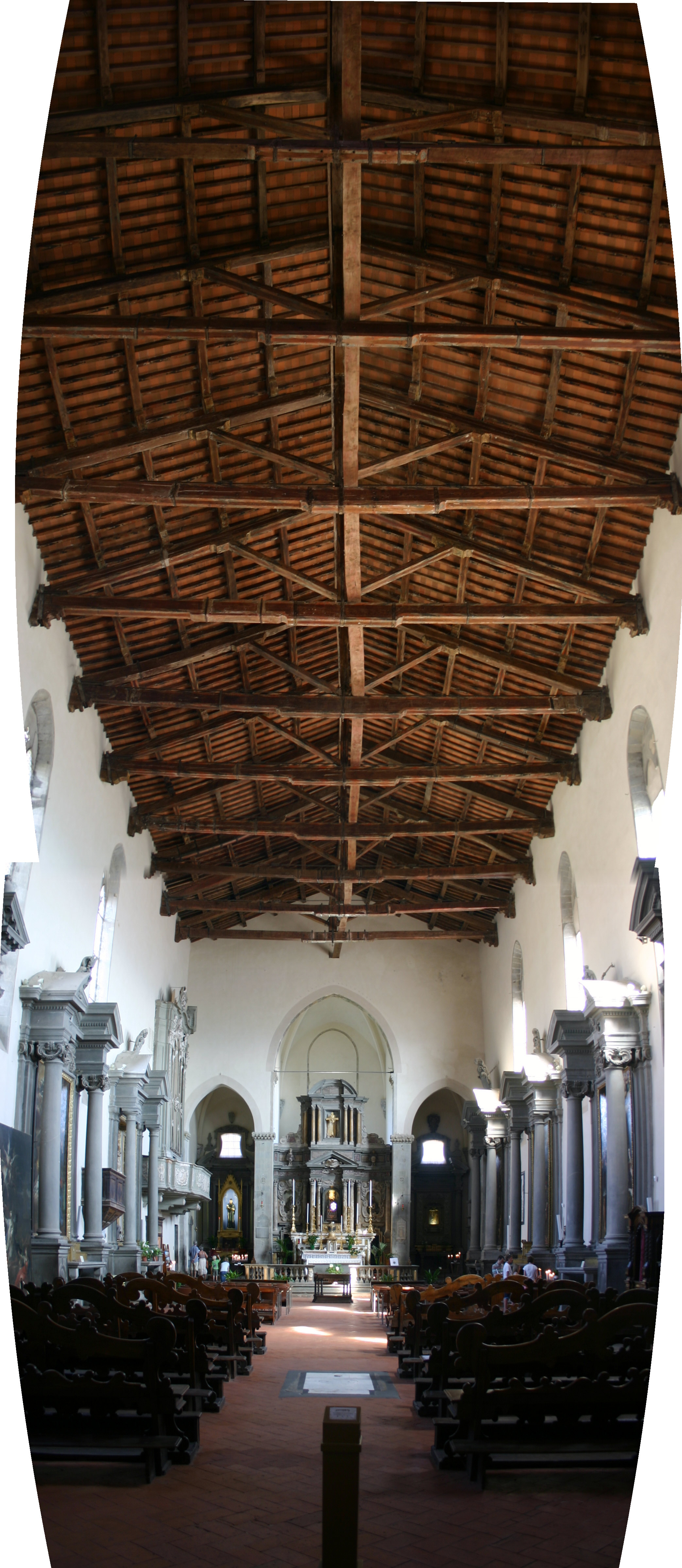
A San Francesco-templom Cortonában, amely Illés megbízásából épült fel

### Visszahúzódása Cortonába és halála
Mivel politikai terve hanyatlóban volt, és a pápaságra gyakorolt politikai befolyása gyengült, Illés visszavonult Cortonába, ahol a San Francesco-templom felépítésén dolgozott, amelyben megőrizte az Szent kereszt ereklyéjét, amelyet magával vitt. Bizáncba utazva, valószínűleg II. Balduintól, Konstantinápoly utolsó latin császárától kapott ajándékba.
A pápasághoz való közeledése csak II. Frigyes császár 1250-ben bekövetkezett halála után történt meg, amikor már ő is élete végén járt: Illés testvér valójában kevesebb mint három évvel a császár után halt meg Cortonában, 1253. április 22-én.

### Alkímiai tevékenysége
„Illés testvérről, aki Assisi Szent Ferenc egyik társa, a vegyészek és alkimisták kiváló filozófusnak tartják, és ő fedezte fel a Lapis Philosophorum megalkotásának módját; arról, hogy egy általuk nagyra tartott értekezést írt.”

– Giovanni Mario Crescimbeni: Comentarii del canonico Gio. Mario Crescimbeni custode d'Arcadia intorno alla sua istoria della volgar poesia, II, kötet II, rész 11. o, Róma, Antonio de Rossinak, 1710

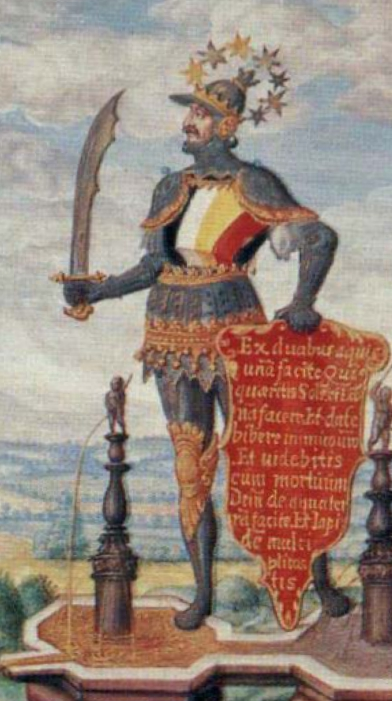
A Splendor Solis (1582) 3. táblája, amely egy hermetikus harcost ábrázol, kezével pajzson, amelyre Illés testvér latin nyelvü szonettje van vésve arany betűkkel

Egyes vele szemben erősen ellenséges források, mint például a fent említett Salimbene, de Angelo Clareno Historia septem tribulationuma is, azt jelzik, hogy Illés testvér érdeklődik az alkímia gyakorlata és elmélete iránt, amely terület Salimbene szerint mély befolyást gyakorolt rá. Bonaventura da Iseo: néhány alkímiai alkotást tulajdonítanak neki abban az időszakban, amikor a sváb kör tagja volt, köztük egy hat könyvből álló értekezést Lumen luminum címmel, amelyet a Tisek könyve és az istenek sói ihlettek. és a Hermész Triszmegisztosz Corpus Hermeticum formái, ugyanaz a forrásháttér, amelyböl Michael Scotus, a Frigyes-udvar másik alkimistája is merített.
A mű Frigyes udvarában készült volna, tehát az 1239-es, a rend éléről való leváltása után. A kéziratok ebből a hagyományból eredő attribúciói hamisak lehetnek, egyesek szerint a ghibellin-ellenes pápai propaganda eredményeként, amelyet a II. Frigyes udvarához való határozott fellépése után gyakoroltak ellene, mások szerint azonban Illés valódi érdeklődését tanúsítják az alkímia iránt.
Valójában egy elveszett értekezés, amelyre Crescimbeni hivatkozik, szintén Illés testvérnek tulajdonítható, majd egy hermetikus nyelvű Vade mecum, egy De Secretis Naturis, és néhány népnyelvű költemény, amely a bölcsek kövének előállítására szolgáló kohászati gyakorlatokra utal, mint például a híres Solve et coagula:

## Ábrázolása
Semmi sem maradt fenn, ami Illés testvér megbízható portréjának tekinthető: a Giunta Pisano által 1236-ban készített kép, 1624-ben eltűnt.
Azonban úgy vélik, hogy az assisi városházán található tizenhetedik századi másolat többé-kevésbé az eredeti mása: Illést kicsi, vékony testalkatú, sötét hajú személyként ábrázolják, ápolt szakállal, melankolikus arckifejezéssel, fején örmény fejfedővel.

## Fordítás
- Ez a szócikk részben vagy egészben  az   Elia da Cortona című olasz Wikipédia-szócikk ezen változatának fordításán alapul.  Az eredeti cikk szerkesztőit annak laptörténete sorolja fel. Ez a jelzés csupán a megfogalmazás eredetét és a szerzői jogokat jelzi, nem szolgál a cikkben szereplő információk forrásmegjelöléseként.

## Bibliográfia
- Giulia Barone, Elia di Assisi (da Cortona), Enciclopedia Federiciana, I. kötet (2005) Institute of the Italian Encyclopedia Treccani
- Silvana Vecchio, ELIA d'Assisi (Elia da Cortona, al secolo Buonbarone), Olasz életrajzi szótára, 42. kötet (1993) Institute of the Italian Encyclopedia Treccani
- Francesca Roversi Monaco, Alchimia, Enciclopedia Federiciana, Institute of the Italian Encyclopedia Treccani
- (Paschal Robinson, Elias of Cortona, a Catholic Encyclopedia, New York: Robert Appleton Company, 1913
- Hubert Houben, Frederick II. Császár, ember, mítosz, Il Mulino, 2009 ISBN 978-88-15-13338-0
- David Abulafia, Frederick II. Egy középkori császár, Einaudi, 1993 ISBN 88-06-13197-4
- Salvatore Attal: Szent Ferenc Illés barátja, Anna Maria Partini tanulmányával Illés barátról és az alkímiáról, Róma, Biblioteca Ermetica, 2016 ISBN 978-88-272-2649-0
- Bonaventura da Iseo
- Giunta Pisano, Illés barát feszülete